# Stefan Martinsen
Stefan Martinsen, född 3 mars 1972, är en svensk före detta fotbollsspelare som åren 1993–1998 representerade Gais. 

## Biografi
Martinsen kom till Gais från Mölnlycke IF till säsongen 1993. Han tilldelades Hedersmakrillen 1994. Säsongen 1995/1996 spelade han collegefotboll för University of San Diego, men återvände sedan till Gais. Efter säsongen 1998 slutade han med fotbollen för att satsa på en karriär i databranschen.